# رامي ربيع
رامي ربيع هو لاعب كرة قدم مصري يلعب في مركز الهجوم. يلعب حاليا لنادي طلائع الجيش بالدوري المصري الممتاز معارا من نادي الجونة. اشتهر ربيع حين انضم لصفوف نادي الأهلي المصري في مايو 2006.

## مسيرته الرياضية
نجح رامي ربيع في لفت أنظار الأهلي المصري عندما كان لاعبا بصفوف نادي الشرقية للدخان. أتم الأهلي صفقة أنتقاله بجانب زميله بالفريق طارق سعد في مايو 2006 لمدة 5 سنوات لكل منهما. لكن لم تلق تجربته مع الأهلي نجاحا حيث لم تمتد سوى لستة أشهر وشهدت المشاركة في مباراتين فقط بالدوري الممتاز. انتقل ربيع لنادي المقاولون العرب مقابل 400 ألف جنيه للنادي الأهلي في 29 يناير 2007.
قدم ربيع مستويات جيدة مع فريقه الجديد. فقد احتل المركز الرابع في قائمة هدافي الدوري المصري الممتاز للموسم 2007-2008 برصيد 9 أهداف. واصل اللاعب تألقه وأحرز 5 أهداف للمقاولون العرب في موسم 2009-2010. ونتيجة لذلك التألق، أبدى حماد موسى نائب رئيس نادي الإسماعيلي اهتمام ناديه بضم ربيع في 10 يونيو 2010. ولكن نادي المقاولون العرب رفض التفريط في نجم هجومه....
أعلن نادي المقاولون العرب بيع رامي ربيع لنادي الجونة في 3 يناير 2011. بيع اللاعب كان خطوة ضمن خطة تهدف لتجديد دماء الفريق والذي انتهجها المدير الفني الجديد للمقاولون العرب، الصربي إيفيكا تودوروف، فعرض 8 لاعبين للبيع من بينهم ربيع. وفي أغسطس 2011 انتقل لنادي طلائع الجيش بالدوري المصري الممتاز على سبيل الإعارة لمدة موسم واحد.

## وصلات خارجية
- رامي ربيع على موقع قاعدة بيانات كرة القدم.إي يو (الإنجليزية)

- إحصائيات عن رامي ربيع - موقع football database